# Waterhead (Carlisle)
Pour les articles homonymes, voir Waterhead.
Waterhead est une paroisse civile de Cumbria, située dans le nord-ouest de l'Angleterre.